# Selangor
| Tôn giáo tại Selangor (2010).   | Tôn giáo tại Selangor (2010).   | Tôn giáo tại Selangor (2010). | Tôn giáo tại Selangor (2010). | Tôn giáo tại Selangor (2010). |
| ------------------------------- | ------------------------------- | ----------------------------- | ----------------------------- | ----------------------------- |
| Tôn giáo                        | Tôn giáo                        |                               | Tỷ lệ                         | Tỷ lệ                         |
| Hồi giáo                        | Hồi giáo                        |                               | 57.9%                         | 57.9%                         |
| Phật giáo                       | Phật giáo                       |                               | 24.4%                         | 24.4%                         |
| Hindu                           | Hindu                           |                               | 11.6%                         | 11.6%                         |
| Công giáo                       | Công giáo                       |                               | 3.8%                          | 3.8%                          |
| Vô thần                         | Vô thần                         |                               | 1.0%                          | 1.0%                          |
| Tôn giáo truyền thống Trung Hoa | Tôn giáo truyền thống Trung Hoa |                               | 0.5%                          | 0.5%                          |
| Khác                            | Khác                            |                               | 0.4%                          | 0.4%                          |
| Không tôn giáo                  | Không tôn giáo                  |                               | 0.4%                          | 0.4%                          |

Selangor (chữ Jawi: سلاڠور, dân số 6,528 triệu) là một trong 13 bang của Malaysia. Bang này nằm trên bờ biển tây của bán đảo Mã Lai và giáp Perak về phía bắc, Pahang về phía đông, Negeri Sembilan về phía nam và eo biển Malacca về phía tây. Nó hoàn toàn bao quanh các lãnh thổ liên bang Kuala Lumpur và Putrajaya.
Nguồn gốc của tên gọi Selangor thất lạc trong lịch sử dù vài nguồn cho rằng tên này xuất phát từ tiếng Mã Lai selangau, 'một con ruồi to' (Musca vicina), phần lớn có lẽ do có nhiều ruồi ở các đầm lầy dọc theo sông Selangor ở phía tây bắc bang. Một giả thuyết khác cho rằng tên của bang lấy từ Selang Ur có nghĩa là "miền đất của eo biển" (ur có nghĩa là "đất" trong tiếng Phạn, selang có nghĩa "eo biển" trong tiếng Mã Lai).
Bang này là một bang quân chủ lập hiến theo thừa kế, hiện đang được Sultan(Quốc Vương) trị vì (từ năm 2001) là Sultan Sharafuddin Idris Shah. Menteri Besar (Thủ hiến) hiện là Datuk Seri Dr. Mohd Khir bin Toyo, của liên minh Barisan Nasional, người có chuyên môn nha sỹ.
Thủ phủ bang là Shah Alam và thủ phủ hoàng gia là Klang. Một trung tâm đô thị lớn thứ ba là Petaling Jaya được nâng lên thành phố ngày 20 tháng 6 năm 2006. Do đó, Selangor là một trong hai bang của Malaysia có hơn 2 thành phố, bang kia là Sarawak.
Selangor cũng là bang giàu nhất ở Malaysia tính theo GDP và giàu thứ hai tính theo GDP đầu người (RM 18.157 hay 4907 USD), sau Penang.. Ngày 27 tháng 8 năm 2005, Selangor đã được chính thức công bố là bang phát triển đầu tiên ở Malaysia.
3°20′B 101°30′Đ / 3,333°B 101,5°Đ